# Van Mieu
Chrám literatury Van Mieu  je chrám ve městě Hanoj v severním Vietnamu, který je zasvěcen Konfuciovi. Chrám byl postaven v roce 1070 v době, kdy vládl císař Lý Thánh Tong. V letech
1076 až 1779 v něm sídlila Imperial Academy, první vietnamská univerzita. Van Mieu je jedním z několika chrámů ve Vietnamu, který je zasvěcen Konfuciovi, mudrcům a učencům. Chrám se nachází jižně od císařské citadely Thang Long. Různé pavilony, sály, sochy a stély lékařů jsou místa, kde se konaly obřady, studijní sezení a přísné zkoušky Dai Viet. Chrám je zobrazen na zadní straně 100 000 vietnamské bankovky dong.

## Historie
Van Mieu byl postaven v roce 1070 a poprvé byl rekonstruován během dynastie Tran (1225–1400). Téměř dvě století, navzdory válkám a katastrofám, si chrám uchoval starobylé architektonické styly mnoha dynastií i vzácné relikvie. Až v letech 1920, 1954 a 2000 proběhly velké opravy.
Byly zde postaveny i sochy Konfucia a jeho čtyř nejlepších žáků: Yan Hui, Zengzi, Zisi a Mencius. Studovali zde i kurunní princové. V roce 1076 byla v chrámu za vlády císaře Lý Nhan Tonga zřízena první vietnamská univerzita neboli Imperial Academy, aby vzdělávala vietnamské byrokraty, šlechtice, královskou rodinu a další členy elity. Univerzita působila od roku 1076 až do roku 1779. V roce 1802 založili panovníci dynastie Nguyen hlavní město Hue, kde založili novou císařskou akademii. Za francouzského protektorátu v roce 1906 byl Van Mieu registrován jako Monument historique. V letech 1945-1954 Francouzi zbrourali část chrámu, aby vytvořili další místo pro nemocnici Saint Paula, protože kapacita nemocnice byla již plná. V dobách války, v letech 1920 a 1947 probíhaly restaurátorské kampaně pod vedením École française d'Extrême-Orient (Francouzská škola Dálného východu).

## Rozložení

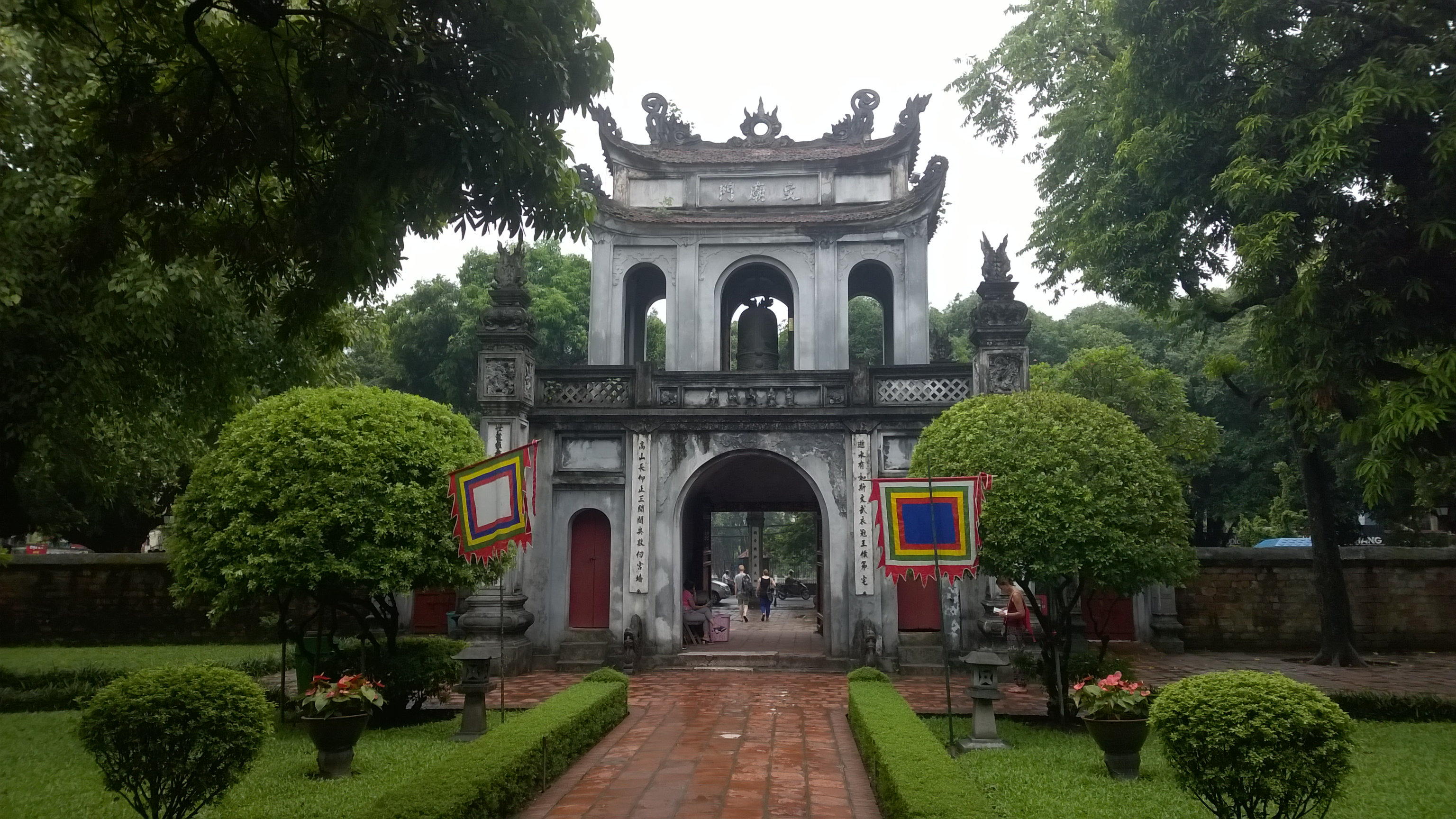
Hlavní brána do chrámu

Uspořádání chrámu je podobné jako u šan-tunského chrámu Čchü-fu v Konfuciově rodišti. Rozkládá se na ploše více než 54 000 m2, včetně jezera Van, parku Giám a vnitřních nádvoří. Před velkou bránou stojí čtyři vysoké sloupy. Po obou stranách sloupů jsou dvě stély, které přikazují jezdcům sesednout z koní.
Do chrámu vedou tři cesty. Prostřední cesta byla vyhrazena pro panovníka, cesta vlevo zas pro administrativní mandaríny a cesta vpravo pro vojenské mandaríny. Interiér areálu je rozdělen do pěti nádvoří. První dvě nádvoří jsou klidné oblasti se starými stromy a upravenými trávníky, kde učenci odpočívali daleko od hluku vnějšího světa. Zvon, který je umístěný nad hlavní bránou sloužil k upozornění, že tudy prochází důležitá osoba a byl přidán do Van Mieu v 19. století. Tento zvon byl vyroben z bronzu a mohli se ho dotýkat pouze mniši. Lze na něm nalézt několik vzorů včetně obrysu fénixe, který představuje krásu a draka, který představuje sílu. Oba tyto symboly se používají k označení královny a císaře. Zvon najdete ve všech pagodách ve Vietnamu.

### První nádvoří
První nádvoří se rozprostírá od Velkého sloupoví k Dai Trung, který je lemován dvěma menšími branami.

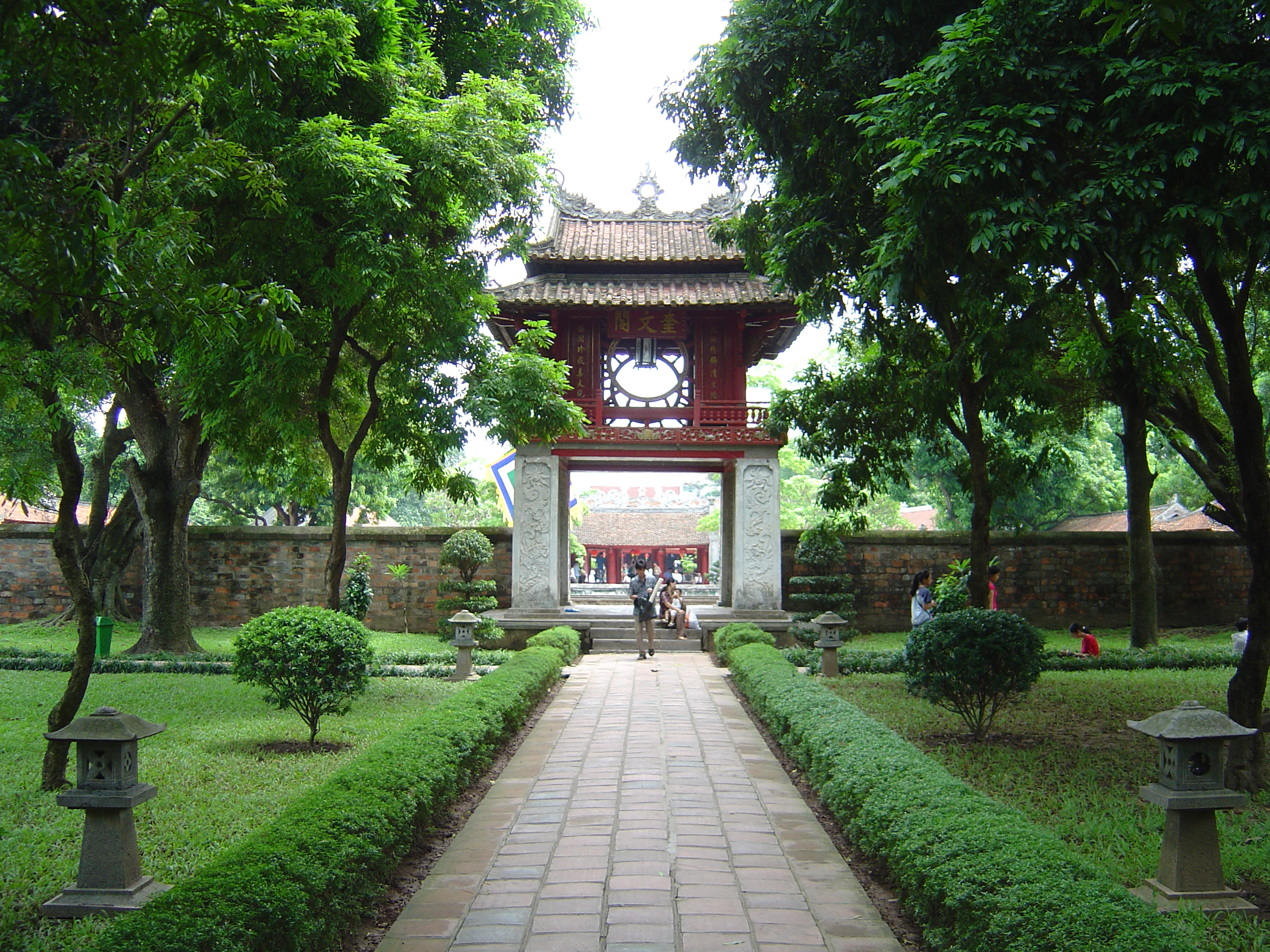
Druhý dvůr a pavilon Khue Van

### Druhé nádvoří
Druhé nádvoří je známé jako velké centrální nádvoří. Představuje pavilon Khue Van. Toto jedinečné architektonické dílo bylo postaveno v roce 1805 a je to symbol dnešní Hanoje. Uvnitř visí ze stropu bronzový zvon, kterým se zvoní při výjimečných příležitostech. Vedle pavilonu se nachází brány Súc Van a Bi Van. Na prvním a druhém nádvoří jsou tapiory (keře vyřezané do určitých tvarů), které představují 12 zvířat zvěrokruhu.

### Třetí nádvoří

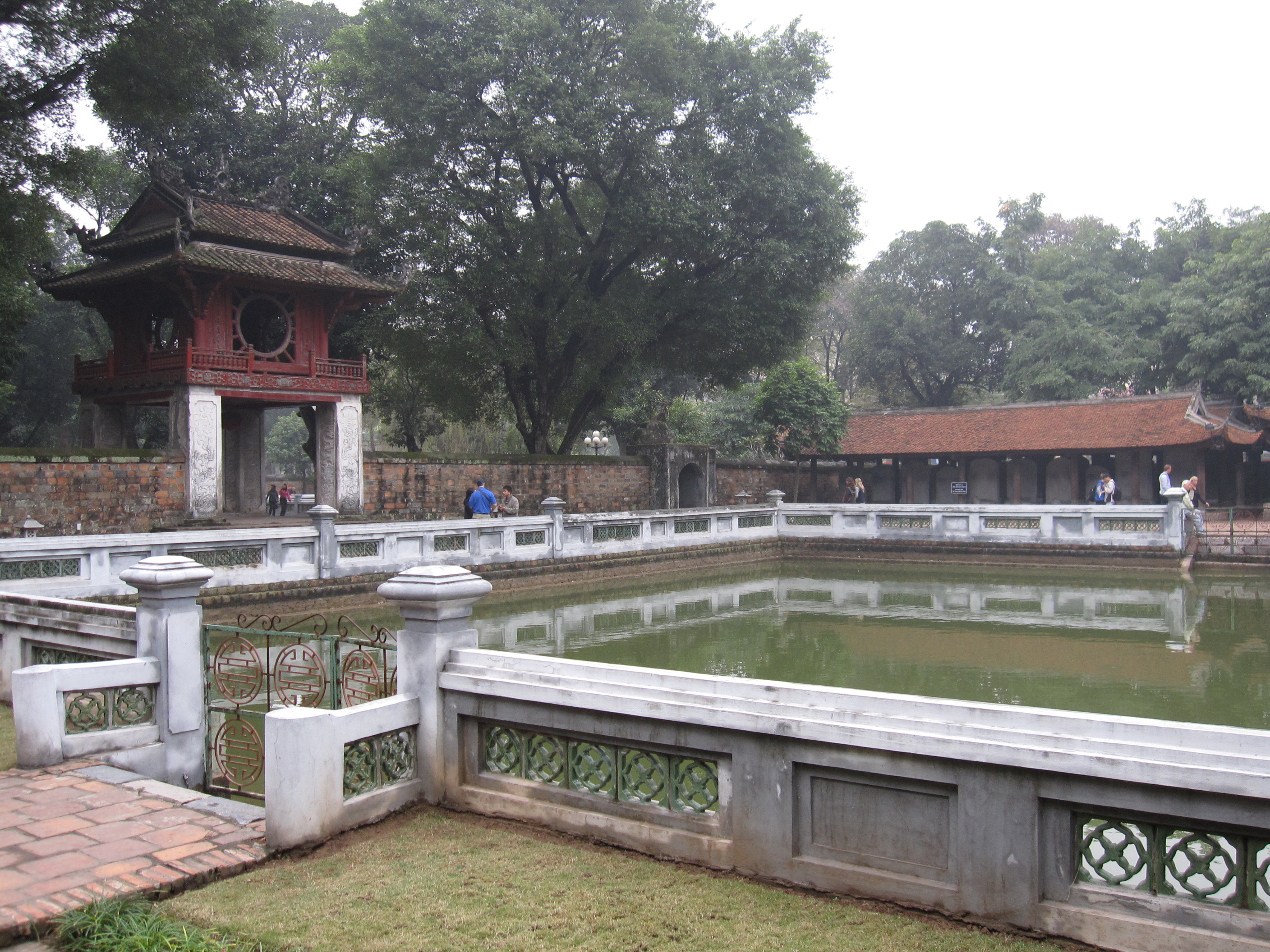
Třetí nádvoří chrámu se studnou Thien Quang

Na třetí nádvoří se vstupuje z pavilonu Khue Van. Na nádvoří je studna Thien Quang, po obou jejích stranách stojí dvě velké síně, ve kterých jsou uloženy poklady chrámu.

### Doktorské kamenné stély
Stavba kamenných stél začala v roce 1484 za císaře Le Thánh Tonga, ten vztyčil 116 stél, které byly vyřezány do tvaru želv. Želva je jedním ze čtyř svatých tvorů národa – dalšími jsou drak, jednorožec a fénix. Želva je symbolem dlouhověkosti a moudrosti.
Nyní zbývá 82 stél, jsou na nich vyobrazena jména a rodiště 1307 absolventů, 82 tříletých královských zkoušek. V letech 1442 až 1779 uspořádala 81 zkoušek dynastie Le a jednu dynastie Mac. Staré čínské rytiny na každé stéle chválí zásluhy panovníka a uvádí důvod konání královských zkoušek. Zapisují také mandaríny, kteří byli pověřeny organizací zkoušek. Dříve bylo běžné třít kamenným želvám hlavy, ale nyní existuje plot, který v tomto lidem zabraňuje, aby se želvy zachovaly. Stély byly v roce 2011 zapsány do seznamu UNESCO Paměť světa.

### Čtvrté nádvoří

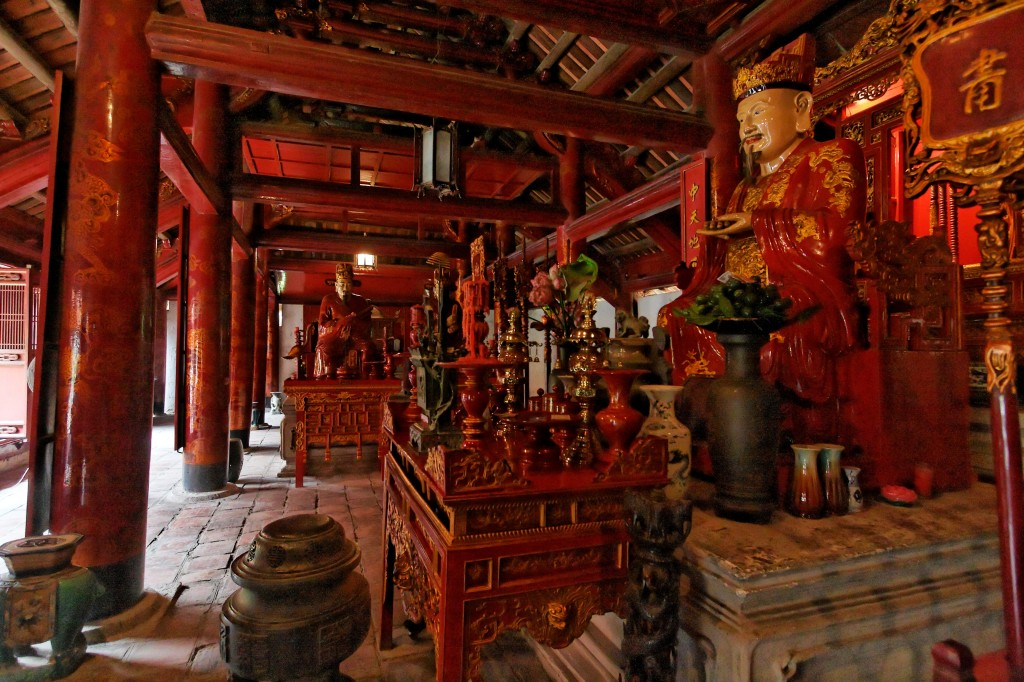
Oltář pro Konfucia a jeho žákům

Na čtvrté nádvoří se vstupuje branou Dai Thánh. Toto nádvoří je srdcem komplexu. Na nádvoří stojí dva sály a jejich původním účelem bylo umístění oltářů pro 72 nejváženějších učedníků Konfucia a Chu Van Ana (rektor Imperiální akademie). Uprostřed čtvrtého nádvoří je Dům obřadů. Další budovou je Thuong Dien, kde je uctíván Konfucius a jeho čtyři nejbližší žáci. Ve svatyni se nacházejí i oltáře deseti vážených filozofů. Tyto pavilony odrážejí styl počátku 19. století. Malé muzeum zobrazuje inkoustové studny, pera, knihy a osobní artefakty patřící některým studentům, kteří v chrámu studovali.

### Páté nádvoří
V roce 1077 nařídil císař Lý Nhan Tong stavbu císařské akademie jakožto pátého nádvoří. Jako studenti byli vybráni gramotní mandaríni. V roce 1236 byla akademie rozšířena. Tento vývoj zahrnoval dům Minh Luan a Svatyni Khai Thánh, která byla postavena na počest Konfuciovým rodičům. V roce 1946 během první války, která probíhala v Indočíně bylo nádvoří zničeno. V roce 2000 poté bylo páté nádvoří zrekonstruováno. Návrh nového pátého nádvoří vycházel z tradiční architektury v souladu s okolními památkami chrámu. Bylo postaveno několik budov včetně přední budovy, zadní budovy, levé a pravé budovy, zvonice a bubnu. Nádvoří Thái Hoc zaujímá 1530 m2 z celkové plochy chrámu 6150 m2.
Přední budova má řadu funkcí, pořádají se tam obřady na památku kulturních učenců, vědecké aktivity a další kulturní akce. Zadní budova má dvě úrovně. V přízemí je socha Chu Van Ana a ukazuje exponáty chrámu a akademie s ukázkou konfuciánského vzdělávání ve Vietnamu. Horní patro je věnováno třem panovníkům, kteří si nejvíce zasloužili o založení chrámu a akademie: Lý Thánh Tong (1023–1072), který založil chrám v roce 1070, Lý Nhan Tong (1066–1127), který založil Císařskou akademii a Le Thánh Tong (1442–1497), který v roce 1484 nařídil vztyčení želvích kamenných stél.

## Studie na Imperiální akademii
Organizace výuky a učení na Císařské akademii začala v roce 1076 za dynastie Lý a dále se rozvíjela v 15. století za dynastie Le. V čele akademie stál rektor a prorektor. Profesoři akademie měli různé tituly.
Mnoho studentů žilo a studovalo v chrámu. Většina z nich složila regionální zkoušku již před zápisem na akademii. V průběhu studia na akademii se studenti zaměřovali na diskusi o literatuře a také na básně. Učili se čínštinu, čínskou filozofii a čínskou historii. Měli učebnice, které byli vytištěné na papíře a nacházeli se jak v čínštině, tak ve vietnamštině. Četli Čtyři knihy: Velké učení, Nauka o průměru, Analekty a Mencius. Dále to bylo Pět předkonfuciánských klasik: Klasika poezie, Kniha dokumentů, Kniha obřadů, Kniha změn a Jarní a Podzimní letopisy. Studenti se zapisovali buďto na tři roky nebo až na sedm let. Každý měsíc měli menší testy a ročně čtyři velké. Úspěch ve zkouškách byl potvrzený Ministerstvem obřadů. Císařská akademie byla největším centrem v zemi.

## Galerie

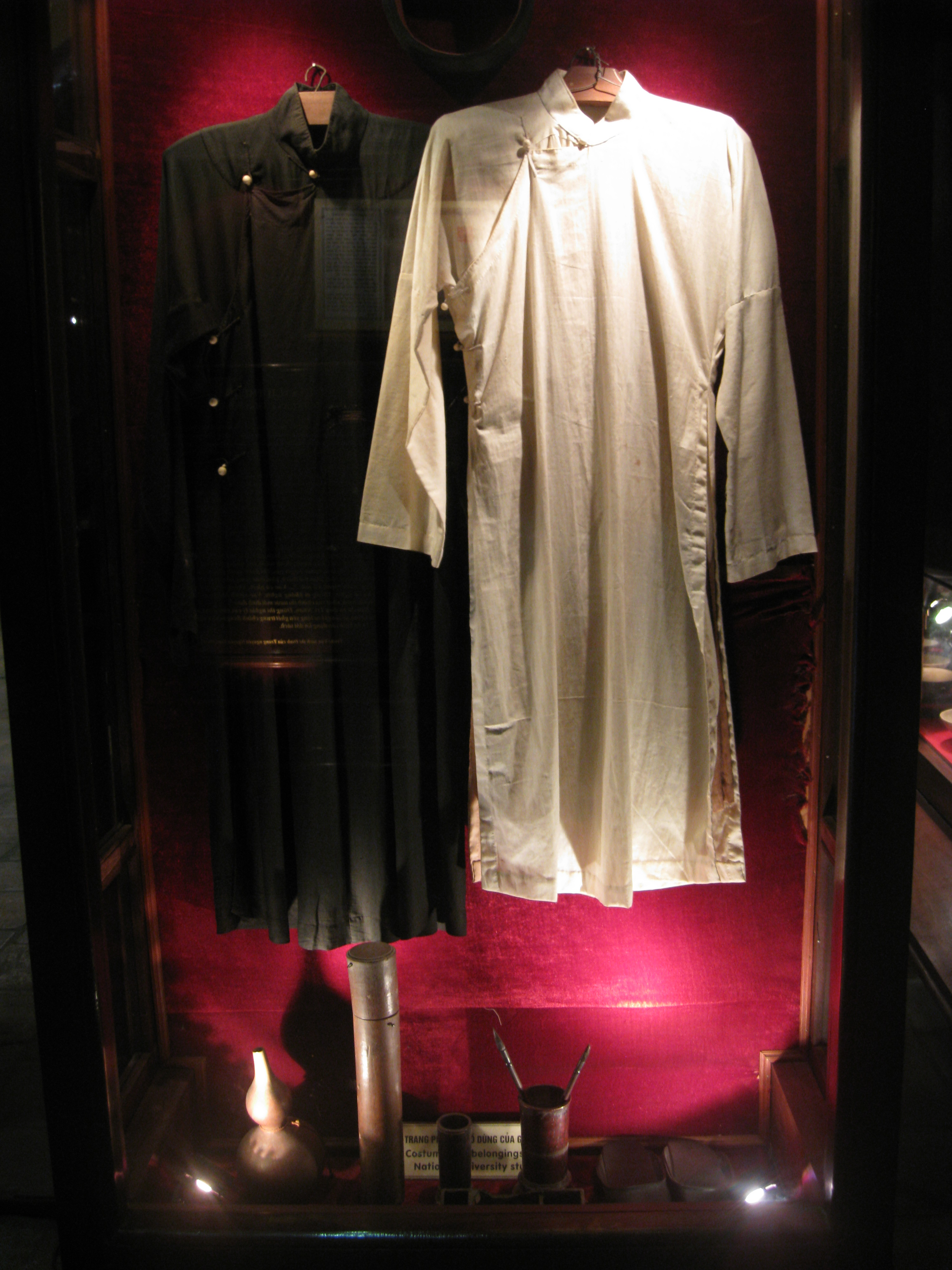
Uniformy studentů císařské akademie
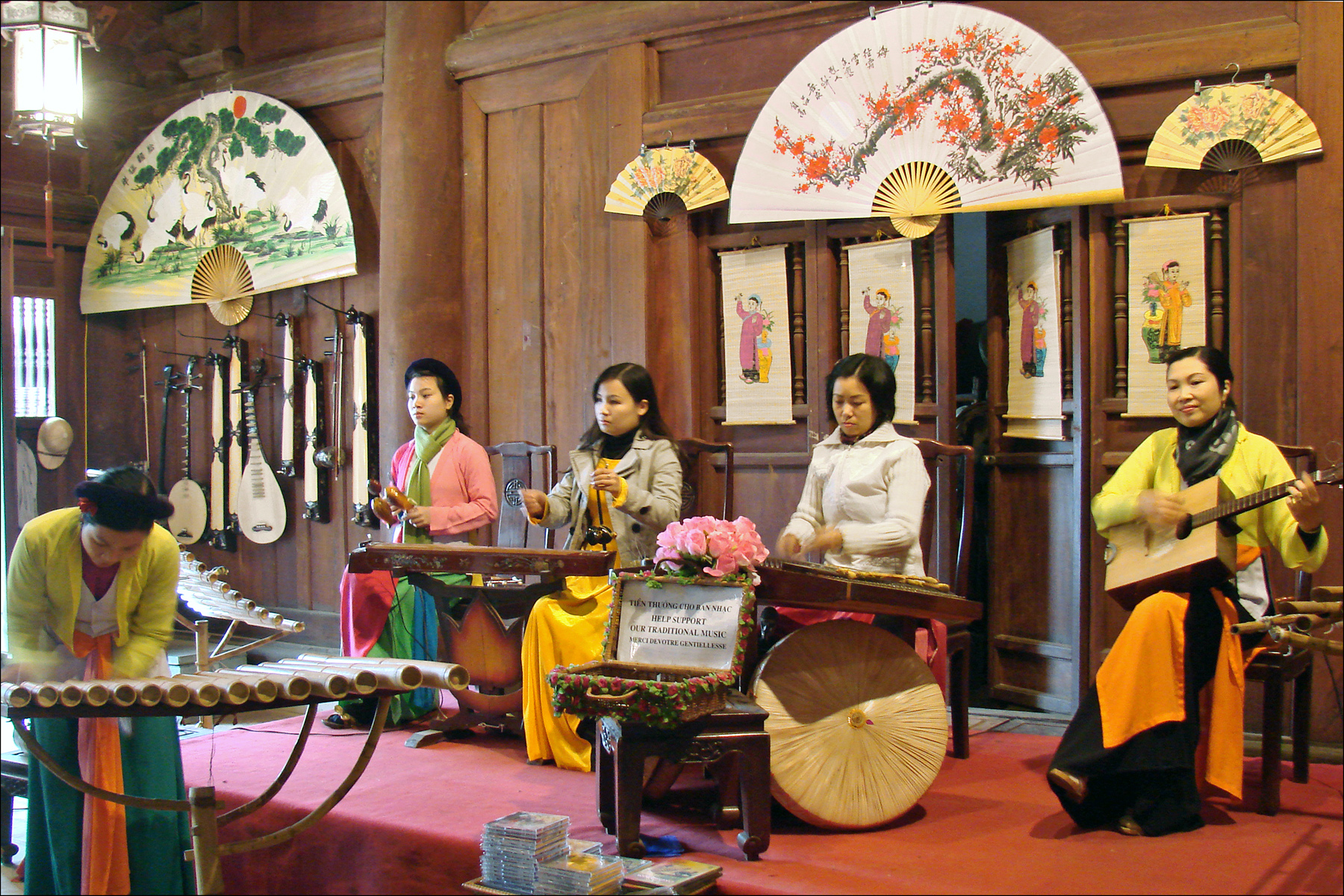
Orchestr provozující tradiční hudbu na počest královských zakladatelů a Konfucia
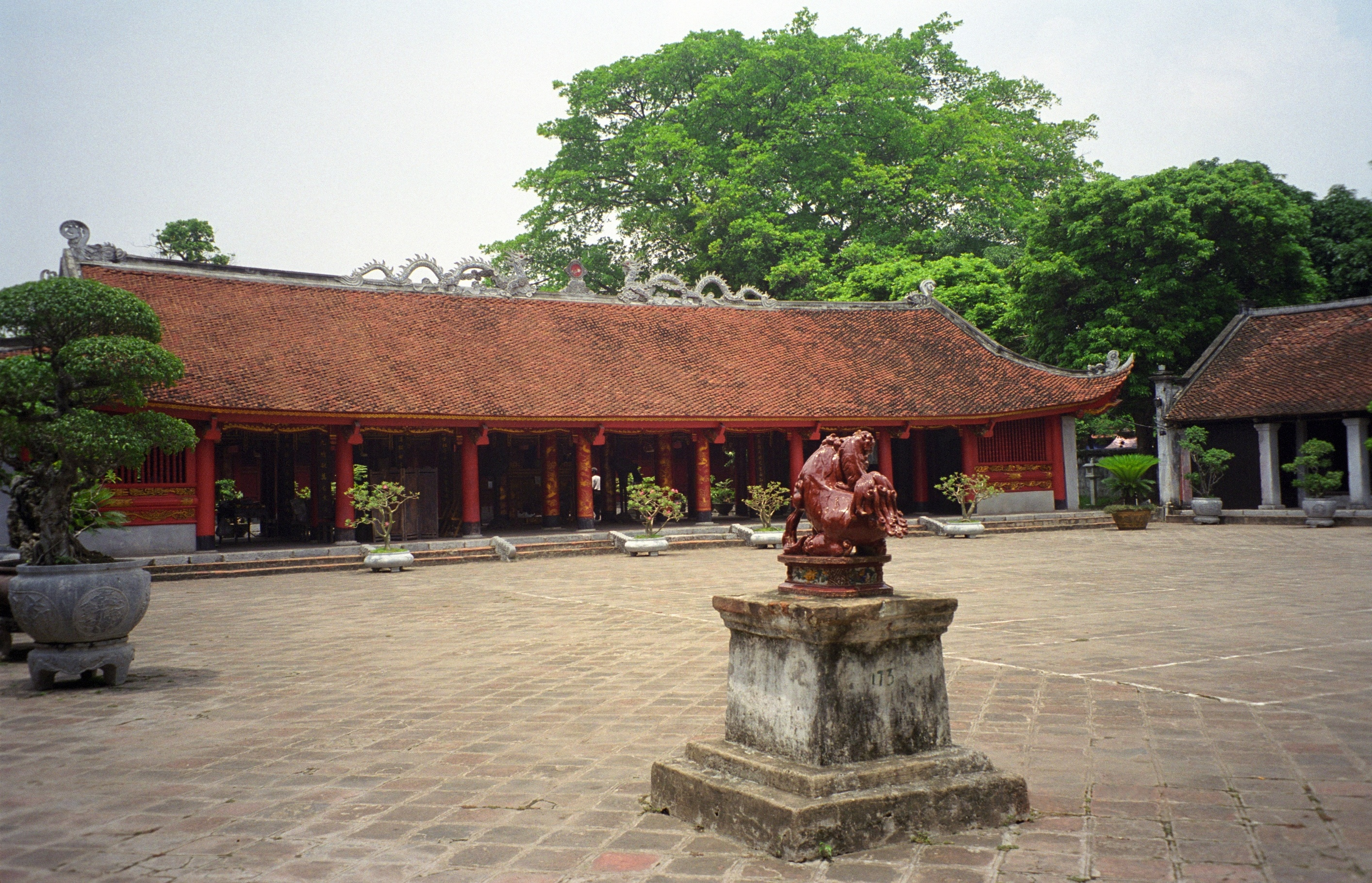
Čtvrté nádvoří
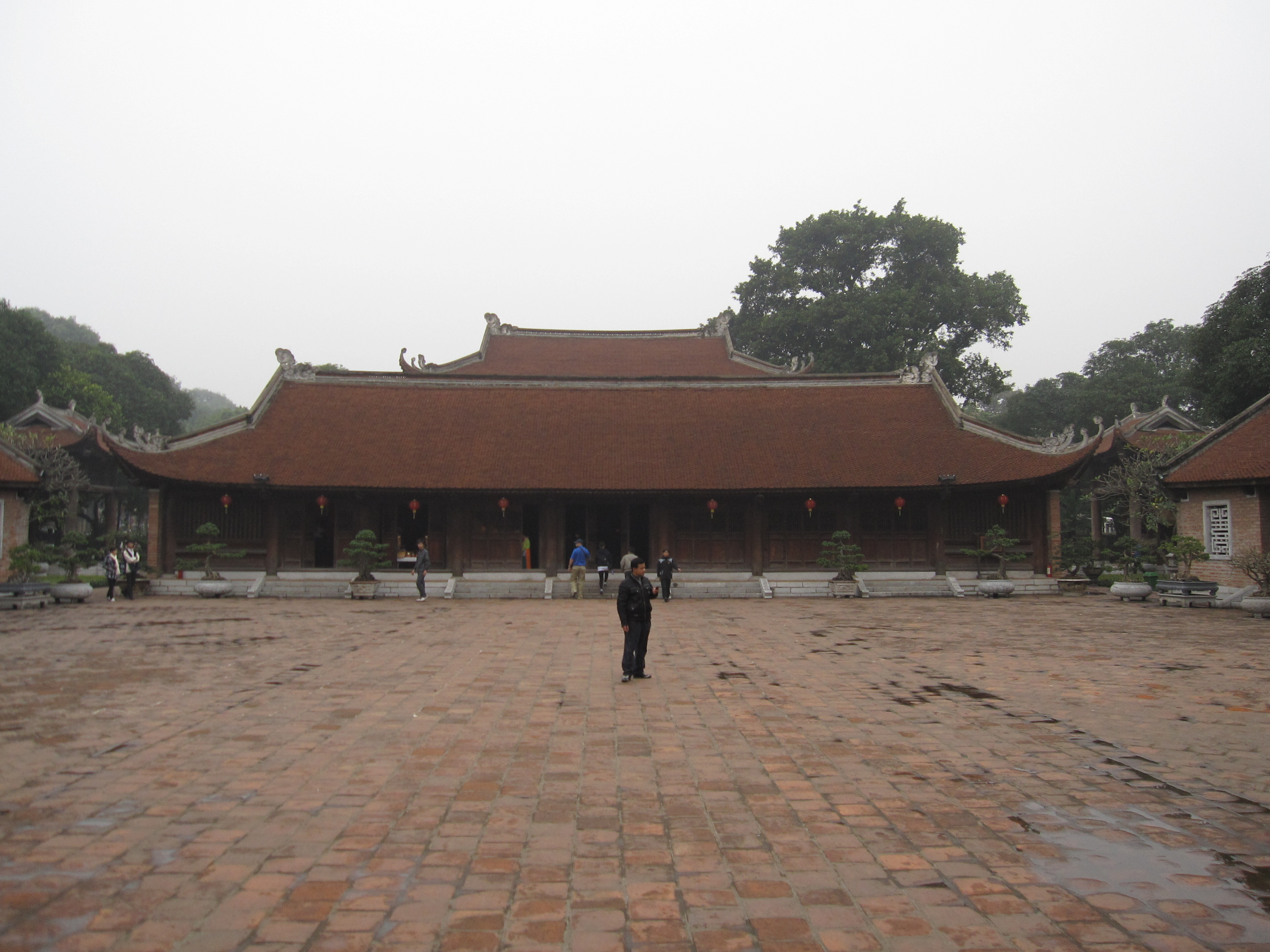
Páté nádvoří, areál císařské akademie
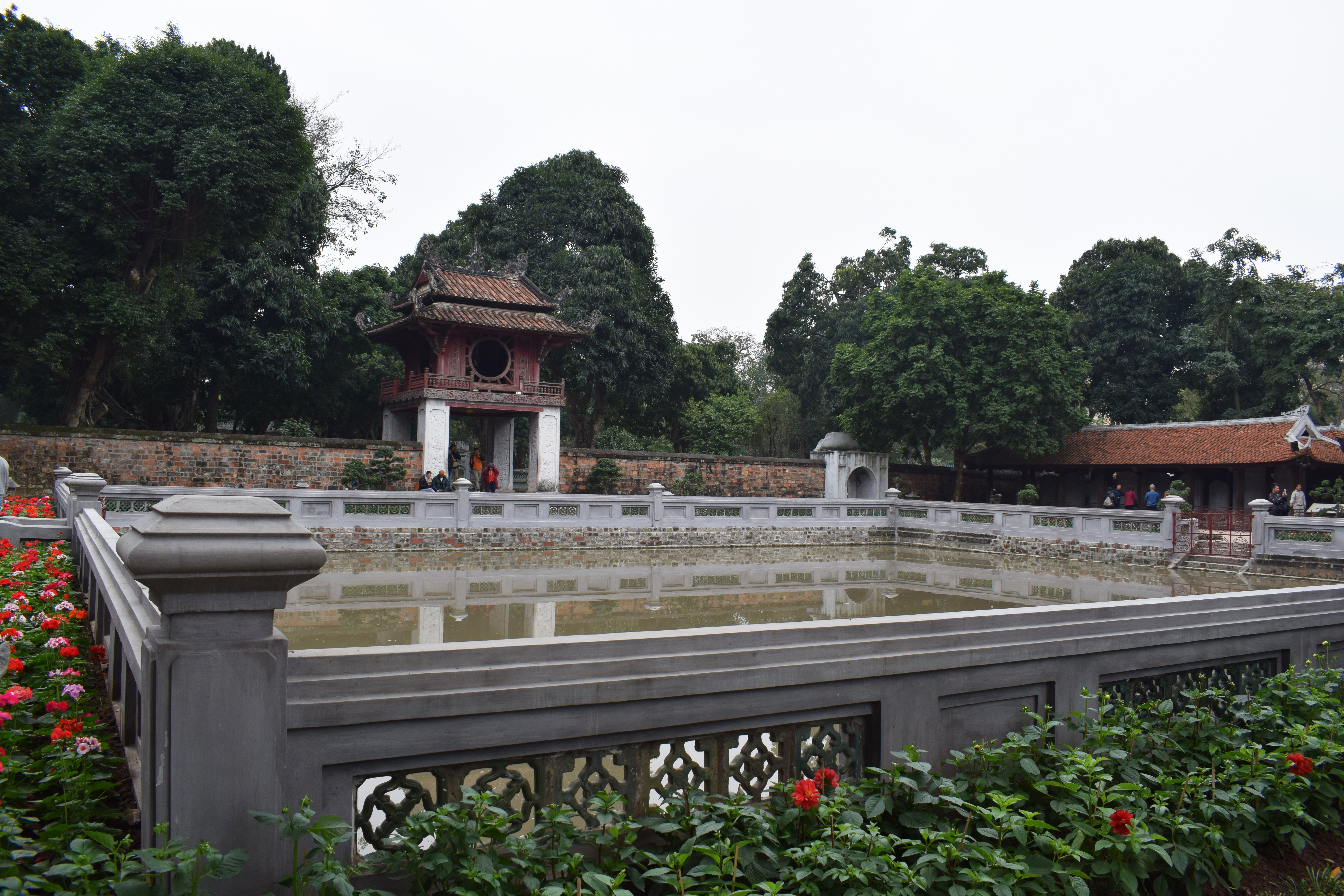
Chrám literatury
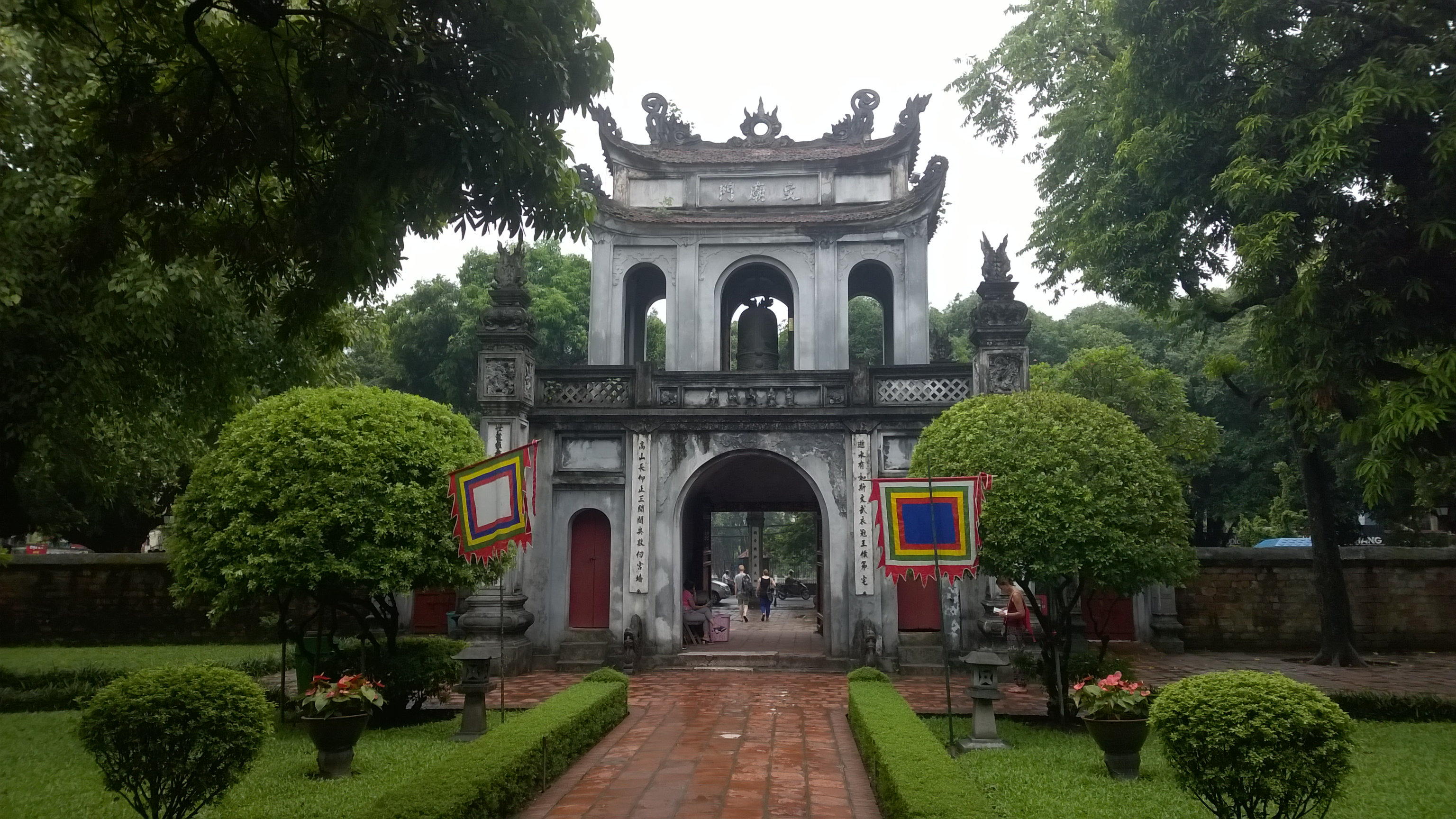
Vstupní brána chrámu
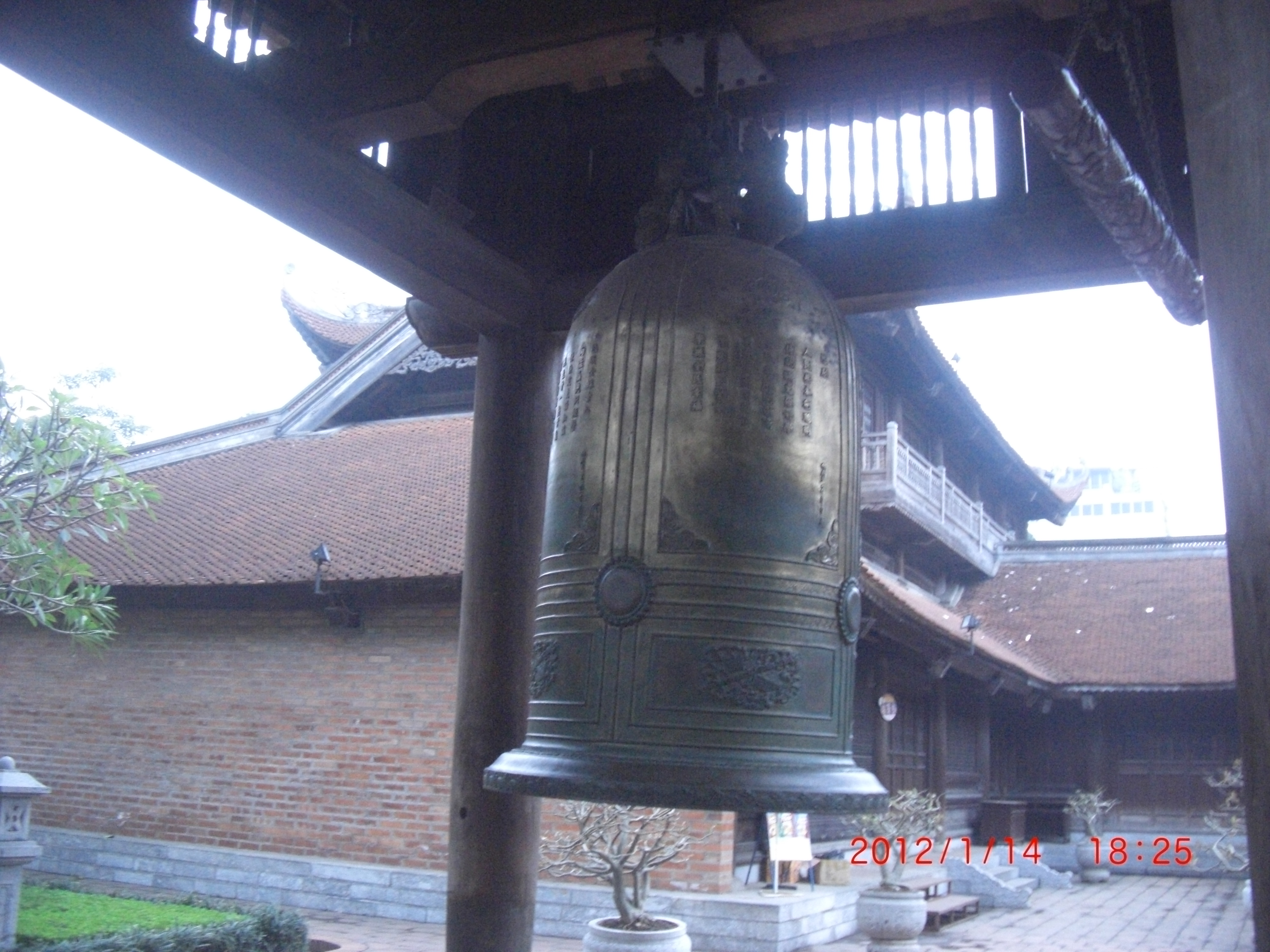
Bronzový zvon
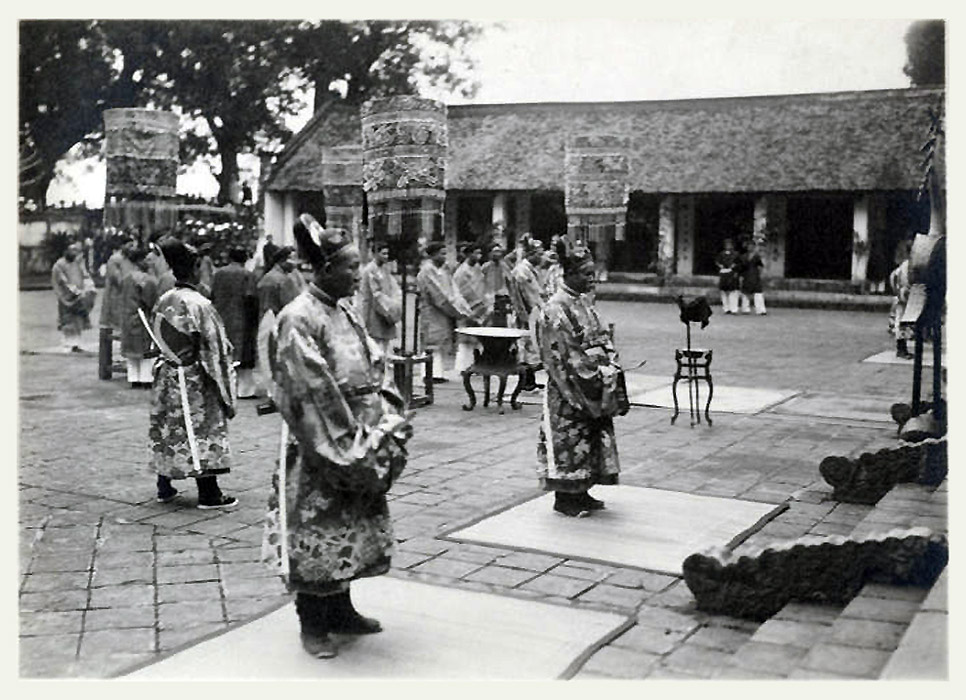
Mandarínský rituál 1
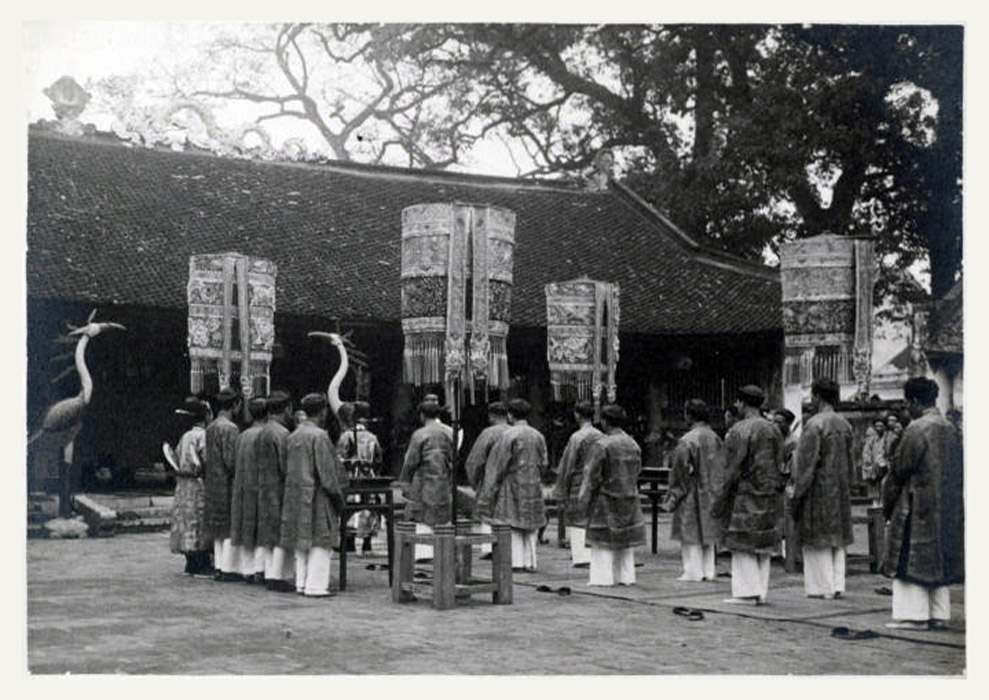
Mandarínský rituál 2
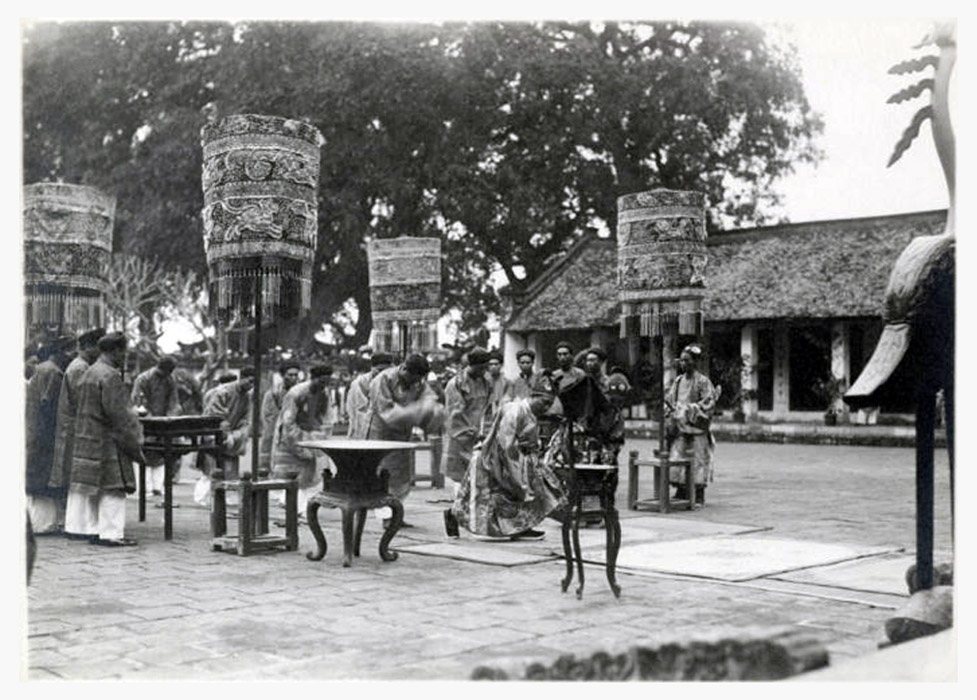
Mandarínský rituál 3
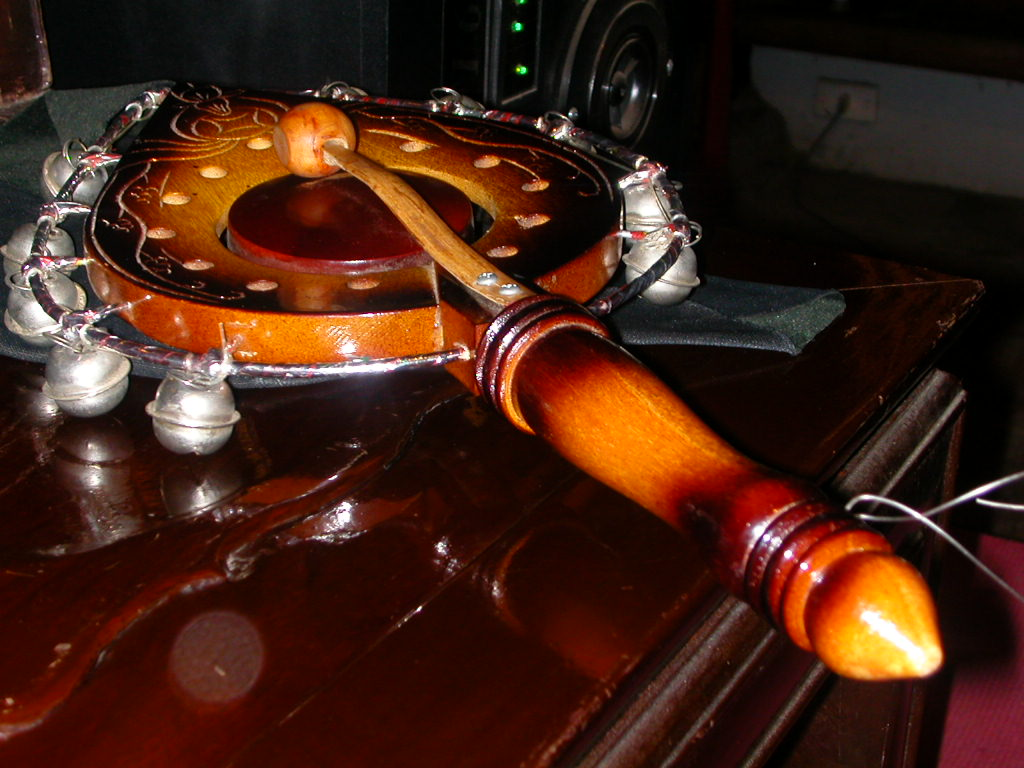
Hudební nástroje v chrámu literatury
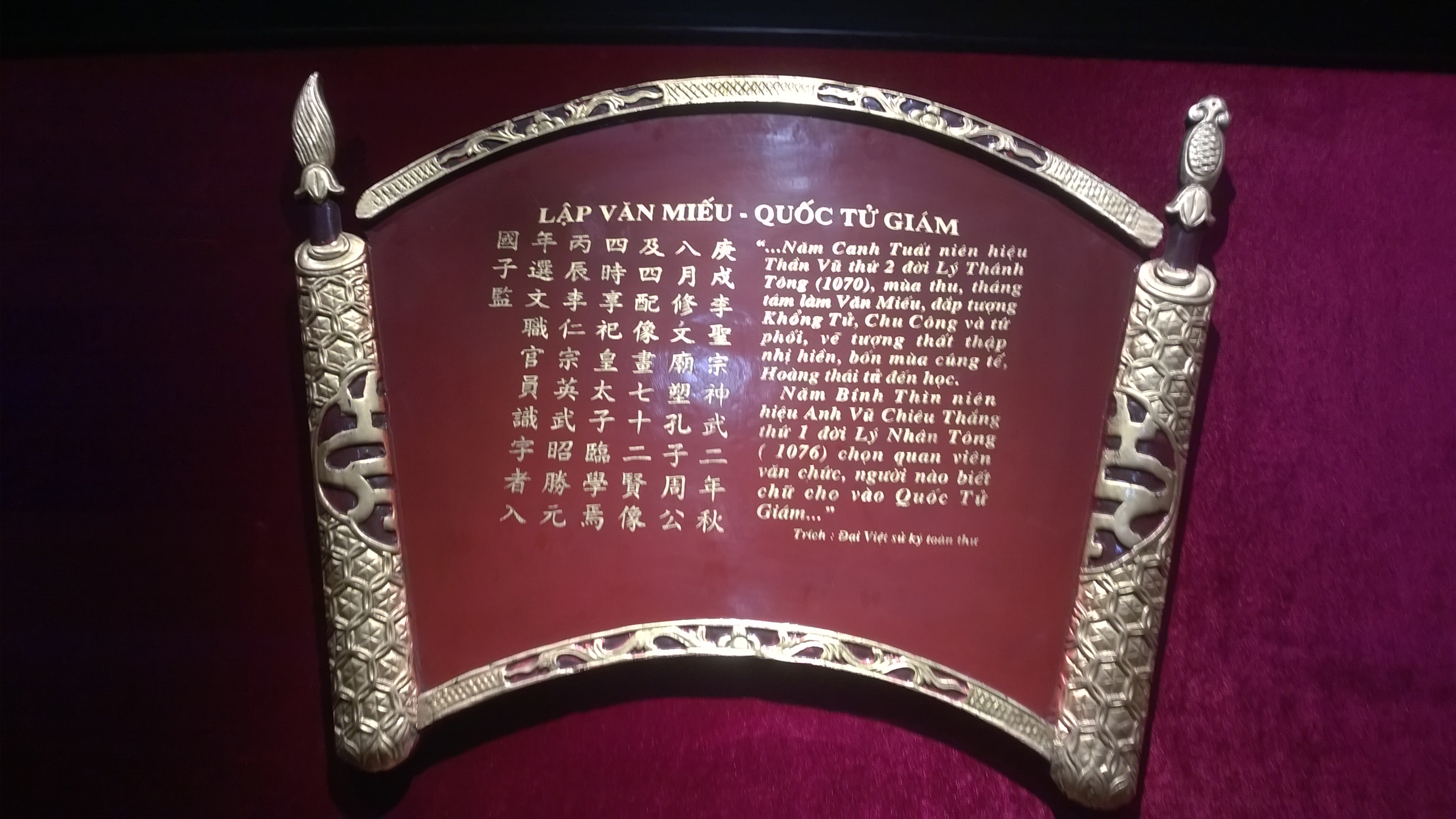
Pamětní deska
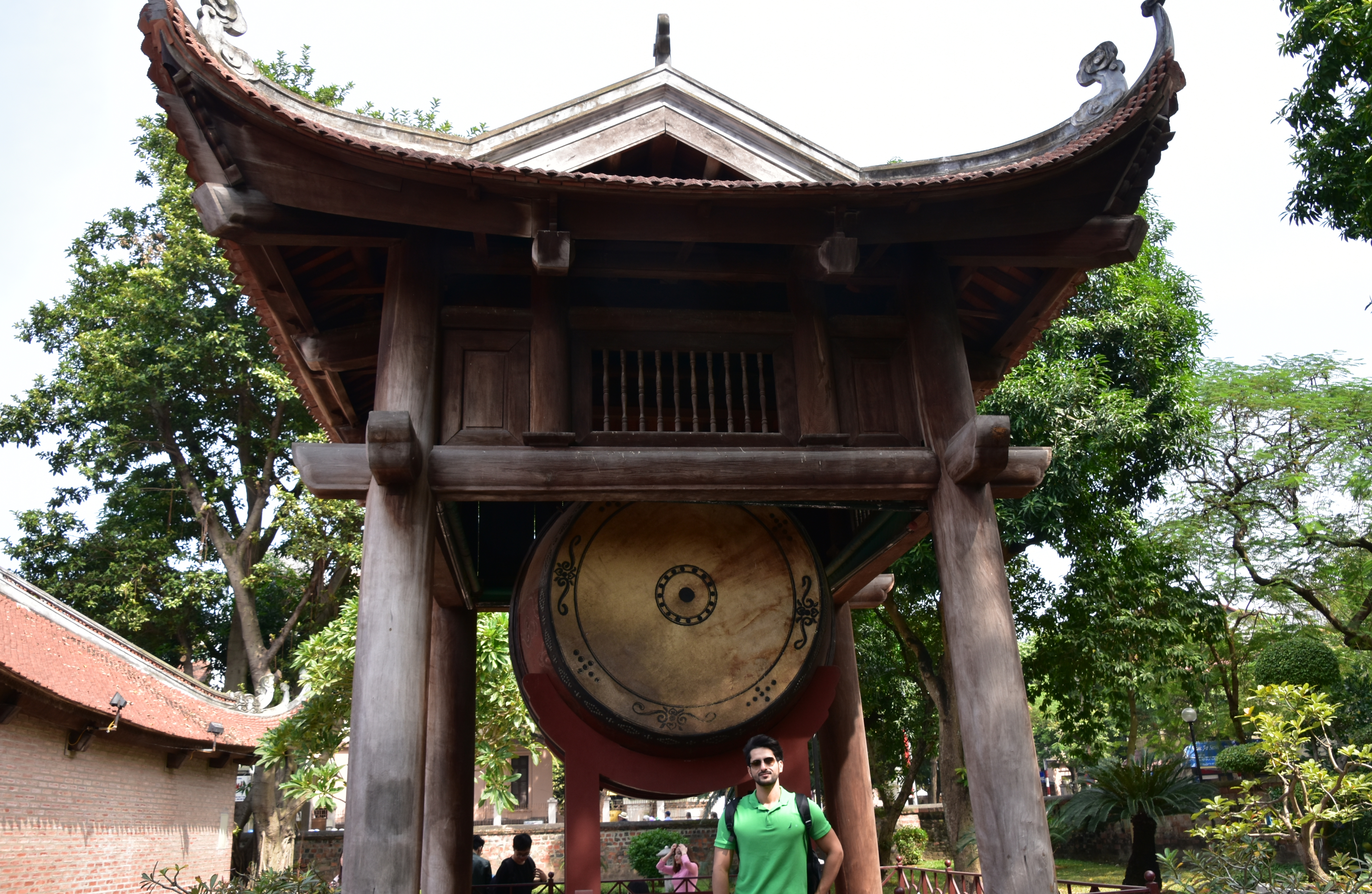
Velký buben v chrámu
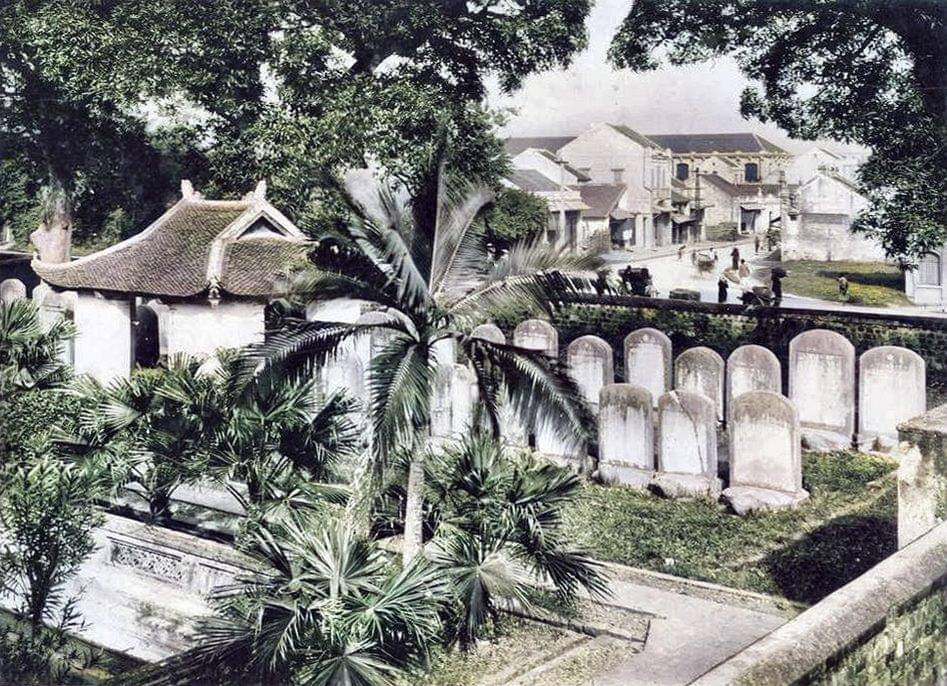
Historický pohled na hřbitov